# Цзо, Чжень Гуань
Чжень Гуань Цзо (кит. трад. 左貞觀, упр. 左贞观, пиньинь Zuo Zhenguan) или Виктор Цзо (род. 5 марта 1945, Шанхай, КНР) — советский и российский композитор с китайскими этническими корнями, музыковед, педагог, музыкально-общественный деятель, автор значительного количества музыкальных произведений. Заслуженный деятель искусств Российской Федерации (1999).
Автор книги об А.С. Пушкине на китайском языке, опубликованной в Китае и на Тайване.

## Биография
Родился в 1945 году в Китае.
В 1958 году, когда ему было 13 лет, его отца посадили в тюрьму по политическим мотивам.
В 1961 году, до ухудшения отношений между СССР и Китаем, его мама вывезла 16-летнего Чжень Гуаня и ещё троих детей в Россию, в Сибирь, к бабушке по материнской линии.
Чжень Гуань не знал ни русского языка, ни русской культуры, при этом, по его словам, был воспитан на советском кинематографе.

В период дружбы России и Китая мы с детства видели множество советских фильмов. Разумеется, нам казалось, что жизнь в СССР - это праздник каждый день. И, как ни странно, в итоге оказалось, что так оно и есть.

Окончил Новосибирскую консерваторию по классу виолончели, затем кафедру композиции ГМПИ им. Гнесиных, класс проф. Г. И. Литинского..

Когда я с русскими — я абсолютно русский, когда я с китайцами — я стопроцентный китаец

Преподавал в МГУ китайский язык.
27 лет жил среди русских и говорил только на русском языке, первый раз посетил Китай в 1987 году.
Чжень Гуань Цзо — крещеный православный, но в церковь никогда не ходил.

## Творчество
Особенность инструментального стиля Цзо Чжень-Гуаня связана с уподоблением инструментов симфонического оркестра звучаниям традиционных китайских инструментов. Такой прием последовательно используется композитором в «Осенней луне».
На творческом вечере Цзо Чжень-Гуаня, состоявшемся 11 марта 2005 года в Центральном доме работников искусств, советник-посланник Посольства КНР в России Се Цзиньин назвал Цзо Чжень-Гуаня «самым авторитетным в России специалистом по китайской традиционной и композиторской музыке», а также «одним из самых выдающихся китайцев, проживающих за рубежом».
Любимый композитор Цзо Чжень-Гуаня всегда был Чайковский. На позицию Цзо Чжень-Гуаня в искусстве повлияла книга «Письма Ван-Гога».
Цзо Чжень-Гуань в 1987 году написал статью «О музыкально-теоретической системе “люй” в китайской музыке» (Музыка народов Азии и Африки. М., 1987. Вып. 5).

## Произведения
Произведения, наиболее часто упоминаемые самим композитором:
- Сюита для двух скрипок, альта и виолончели (1974)
- Три песни на стихи из сборника «Шицзин» (1975)
- Вариации для фортепиано (1979)
- Соната для виолончели (1983)
- Три стихотворения Ли Бо (1987)
- Три романса на стихи древних китайских поэтов (1989)
- Пьесы для фортепиано (1989)
- «Осенняя луна в Ханьском дворце» для струнных и ударных (1990)
- «Пять движущих начал» для пяти исполнителей на ударных инструментах (1993)
- «Течет река»: балет в двух действиях (2006).

## Семья, интересные факты
Бабушка Чжень Гуаня Цзо — русская.
Дочь Чжень Гуань Цзо — Евгения Игумнова — актриса театра и кино, заслуженная артистка России.

## Награды и звания
- Орден Дружбы (1 октября 2005 года) — за заслуги в области культуры и искусства, многолетнюю плодотворную деятельность[7].
- Заслуженный деятель искусств Российской Федерации (4 марта 1999 года) — за заслуги в области искусства[8].